# قفط (مركز)
مركز قفط، مركز إداري مصري. يقع في محافظة قنا الواقعة في جمهورية مصر العربية. القاعدة الإدارية للمركز هي مدينة قفط.